# Lindesbergs församling
Lindesbergs församling var en församling i Västerås stift och i Lindesbergs kommun. Församlingen uppgick 2010 i Linde bergslags församling. 

## Administrativ historik
Församlingen bildades 1643 som Lindesbergs stadsförsamling för Lindesbergs stad genom en utbrytning ur Linde församling (som även benämnts Lindebergs församling) som då fick namnet Lindesbergs landsförsamling. 22 oktober 1927 namnändrades denna församling till Lindesbergs församling, dit sedan systerförsamlingen, då benämnd Lindes församling, uppgick.
De två församlingarna bildade ett gemensamt pastorat som från 1896 till 1 maj 1917 även omfattade Guldsmedshyttans församling och sammanslagningen 1967 till 2010 utgjorde församlingen ett eget pastorat. Församlingen uppgick 2010 i Linde bergslags församling.
Från 1967 till 1968 var församlingen delad av kommungräns och därför hade den två församlingskoder, 181802 för delen i Linde landskommun och 188501 för delen i Lindesbergs stad.

## Kyrkor
- Lindesbergs kyrka
- Vedevågs kyrka

## Series pastorum[4]
- Anders Erisson 1541–1591
- Salomon Eriksson 1592–1609
- Daniel Johansson 1609–1645
- Olof Gisler 1646–1656
- Magnus Magni Nortman 1657–1663
- Per Winther 1663–1664
- Jonas Hagelberg 1666–1674
- Daniel Lindberg 1676–1684
- Nils Aspman 1684–1703
- Olof Aspman 1703–1756
- Johan Lindegren 1756–1790
- Daniel Croon
- Per Södersten 1803
- Lorentz Sjöberg 1805–1825
- Samuel Christoffer Rathsman 1828–1844
- Carl Daniel Arosenius 1844–1887
- Victor Modin 1888–1911
- Nils Dofsén 1912–1924
- Ludvig Nordenblad 1924
- Valter Westling 1929–1939
- Gustaf Swedman 1941–

## Organister
| Verksam   | Namn               | Levnadstid |
| --------- | ------------------ | ---------- |
| 1962–1964 | Nils Olof Campbell | 1914–      |